# Lirung
Lirung (* 1982; † 1987) war ein Englisches Vollblutpferd, das auf dem Gestüt Fährhof von Connaught aus der Liranga gezogen wurde.
Lirung war lange Zeit Favorit des Blauen Bandes (Deutsches Derby) von 1985 vor seinem Stallgefährten Acatenango. Dieser war bis 1985 nur zweite Stallfarbe und wurde deshalb im Derby von Andrzej Tylicki geritten, wohingegen Lirung die erste Wahl des Stalljockeys Georg Bocskai war.
Da Lirung aber die Steherdistanz im Hamburger Galopp-Derby 1985 von 2400 m zu lang wurde, brach er auf der Zielgeraden nach einem langen Tempolauf von der Spitze ein. Nur aufgrund seiner Klasse konnte er noch den dritten Platz verteidigen, nachdem er auch noch den zweiten Platz an den dritten Stallgefährten Pontiac abgeben musste.
Lirung war einer der wenigen Meiler aus Deutscher Zucht, der zur europäischen Spitzenklasse gehörte. In Erinnerung an den großen Schauspieler Curd Jürgens wurde er in Frankreich auch Normannischer Kleiderschrank genannt. 
1987 sollte sein großes Jahr auf der europäischen Bühne werden. Sein Besitzer Walter Jacobs hatte in Bremen extra ein Vorbereitungsrennen ausschreiben lassen, das Lirung überlegen gewonnen hatte. Danach sollte er in einem bedeutenden Meilen-Rennen in Italien starten. Wegen eines Streiks der Zöllner hatte er an der italienischen Grenze einen langen Aufenthalt und zog sich dabei eine Infektion zu. Nach der Rückkehr wurde er sofort in eine Klinik gebracht, musste dort aber wenig später aufgegeben werden. 
Bei den insgesamt 17 Starts gewann Lirung 12 Mal. Er lief in keinem Rennen schlechter als auf dem 3. Platz ein. 